# 岸田月窗
岸田月窗（日语：／ Kishida Gessō；1814年—1834年），名鴻、茂元，字子漸、長孺，通稱元介，別號琴谷，日本讚岐國香川縣人，江户时代後期書法家。為岸田茂篤之子。分別師從僧吉補研習書法，中山城山學寫詩文，細川林谷研究篆刻。通曉六種漢字字體。著有《六体書苑》《琴谷詩集》等。